# Juan Carlos Touriño
Juan Carlos Touriño, né le 14 juillet 1944 à Buenos Aires (Argentine) et mort le 7 mars 2017 dans sa ville natale, est un footballeur international espagnol qui évolue au poste de défenseur.

## Biographie
Juan Carlos Touriño joue en Argentine, en Espagne, et en Équateur.
Il dispute 106 matchs en première division espagnole avec le Real Madrid. Il joue également onze matchs en Coupe d'Europe avec cette équipe (cinq en Coupe des clubs champions européens, quatre en Coupe de l'UEFA, et deux en Coupe des coupes).
Il remporte avec le Real Madrid trois titres de champion et deux Coupes d'Espagne.
Le 12 janvier 1972, il honore sa première et unique sélection avec La Roja, en s'imposant 1-0 face à la Hongrie.
Après sa carrière de joueur, il entraîne les clubs espagnols du Palencia CF (en) et du Recreativo de Huelva.

## Palmarès
- Real Madrid
  - Championnat d'Espagne
    - Vainqueur : 1971-1972, 1973-1974, 1974-1975

  - Coupe d'Espagne
    - Vainqueur : 1973-1974 (en), 1974-1975 (en)